# Суррогатное материнство

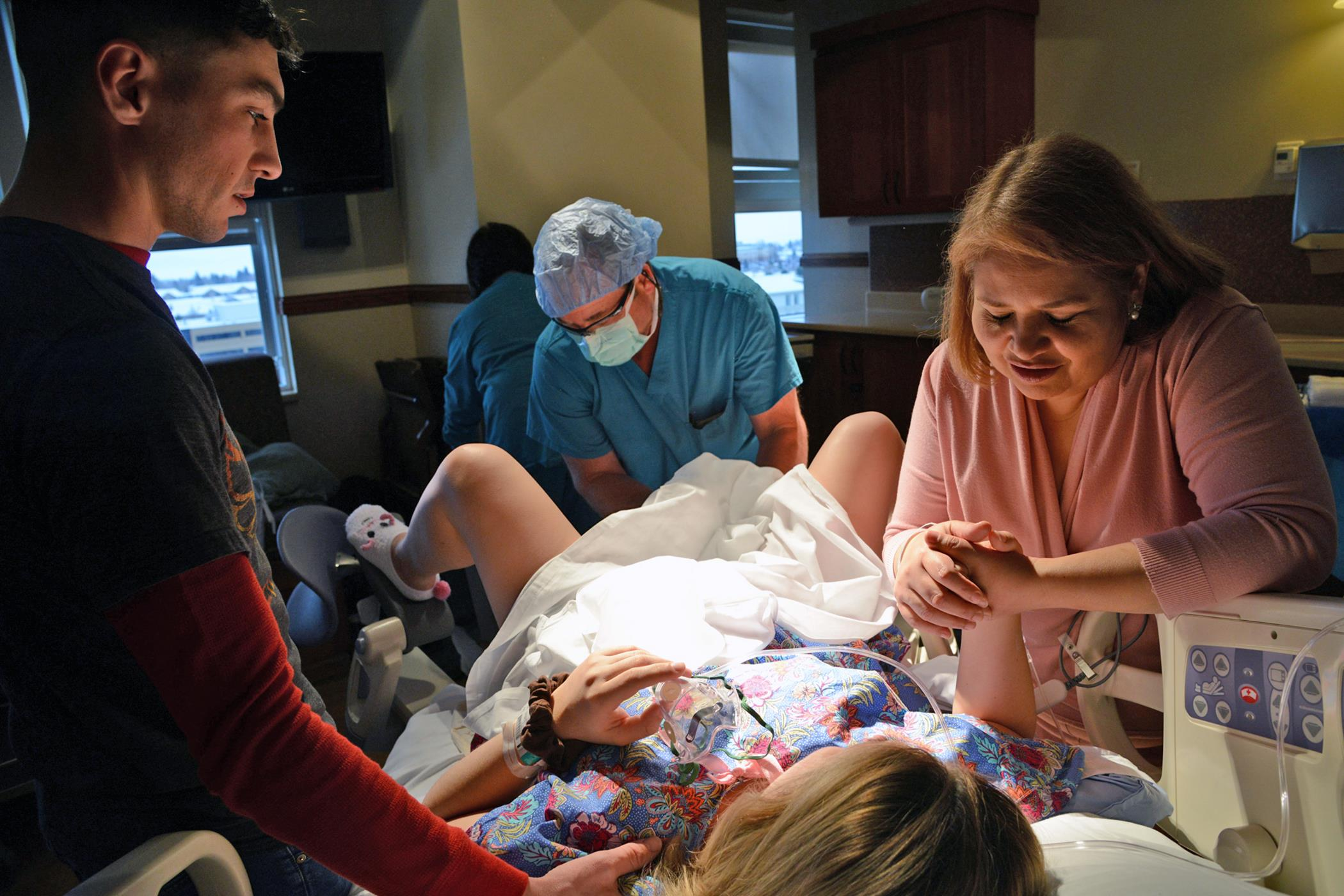
Будущие родители присутствуют при рождении ребёнка суррогатной матерью.

Суррога́тное матери́нство — вынашивание и рождение женщиной ребёнка для другого лица или лиц, которые станут родителями ребёнка после его рождения. Чаще всего генетический материал (сперматозоиды и ооциты) для формирования эмбриона предоставляется лицами, для которых вынашивается ребёнок. В ряде случаев суррогатная мать также может быть одновременно и генетической матерью. Суррогатное материнство используется, когда беременность и роды нежелательны или с медицинской точки зрения невозможны, когда риск беременности слишком опасен для предполагаемой матери или когда одинокий мужчина или мужская пара хотят иметь ребёнка. Всемирной организацией здравоохранения суррогатное материнство относится к вспомогательным репродуктивным технологиям. В некоторых странах (Франция, Германия, Австрия, Норвегия, Швеция, штаты США Аризона, Мичиган, Нью-Джерси) суррогатное материнство находится вне закона и считается формой торговли людьми.
Впервые суррогатная мать родила ребенка, который генетически не был ее ребенком, в 1986 году в США.

## Определение термина
Формулировка, принятая Всемирной организацией здравоохранения в 2001 году: «Гестационный курьер: женщина, у которой беременность наступила в результате оплодотворения ооцитов, принадлежащих третьей стороне, сперматозоидами, принадлежащими третьей стороне. Она вынашивает беременность с тем условием или договором, что родителями рождённого ребёнка будут один или оба человека, чьи гаметы использовались для оплодотворения».

## История

### Традиционное суррогатное материнство
Традиционное суррогатное материнство — это суррогатное материнство, при котором яйцеклетка суррогатной матери оплодотворяется спермой предполагаемого отца или донора.
Оплодотворение суррогатной матери может осуществляться либо посредством полового контакта или искусственного оплодотворения.
Использование спермы донора приводит к рождению ребенка, который генетически не связан с предполагаемым родителем (родителями). 
Если при оплодотворении используется сперма предполагаемого отца, родившийся ребенок генетически связан как с предполагаемым отцом, так и с суррогатной матерью, которая отдаёт ребёнка юридическим родителям или родителю.
В Древнем Риме мужчины продавали своих жен внаем (ventrem locare) супружеским парам, где жена была бесплодна, и ребёнок, рождённый с помощью «наёмной» матери, в последующем являлся законным ребёнком бесплодной супружеской пары.
У древних евреев мужья бездетных жён использовали рабынь, которых оплодотворяли, заставляя вынашивать и рожать им ребёнка (см., например, историю рождения Измаила в Книге Бытия). Первой на руки его должна была взять супруга, тем самым усваивая право семьи и жены на младенца.
Плутарх описывал ситуацию, напоминающую современное суррогатное материнство: «Стратоника, понимая, что её мужу необходимо иметь законных детей для передачи по наследству его царской власти и не рожая сама, убедила его произвести детей с другой женщиной и позволить ей, Стратонике, принять их как своих родных. Дейотар, восхищенный её самоотвержением, предоставил ей свободу действий, и она, выбрав из числа пленных прекрасную девушку по имени Электра, свела её с Дейотаром, а родившихся от этого союза детей воспитала как своих законных, с любовью и великолепной щедростью».
У кикуйю по местным обычаям вдова должна иметь ребёнка для наследования имущества покойного мужа. Под гнетом законов общины после смерти мужа она может зачать ребёнка от другого мужчины, а если её возраст или здоровье не позволяет выносить и родить самой, то «нанять» женщину, чтобы она родила такого наследника. Такая женщина рассматривается как супруга умершего, поскольку нанята за счет его имущества.

#### Традиционное суррогатное материнство с использованием искусственного оплодотворения
Впервые об успешном суррогатном материнстве с помощью искусственного оплодотворения было заявлено в 1980 году. Первой суррогатной матерью с помощью искусственного оплодотворения стала 37-летняя Элизабет Кейн из штата Иллинойс. Женщина, которая не могла иметь детей, так как у неё была заблокирована фаллопиева труба, заключила с Кейн договор, по которому ей проводилось искусственное оплодотворение спермой супруга бесплодной женщины, а после родов Кейн выплачивалось денежное вознаграждение. При этом Кейн имела троих собственных детей, при этом Кейн была и биологической матерью ребёнка.
Первый случай вынашивания ребёнка матерью вместо бесплодной дочери был зарегистрирован в ЮАР в 1987 году.

### Гестационное (современное) суррогатное материнство
Гестационное суррогатное материнство это когда эмбрион , созданный с помощью технологии экстракорпорального оплодотворения (ЭКО), имплантируется суррогатной матери, которую иногда называют гестационным носителем. 
Гестационное суррогатное материнство имеет несколько форм, и в каждой форме получающийся ребенок генетически не связан с суррогатной матерью:
Эмбрион создается с использованием спермы предполагаемого отца и яйцеклеток предполагаемой матери;
Эмбрион создается с использованием спермы предполагаемого отца и донорской яйцеклетки;
Эмбрион создается с использованием яйцеклетки предполагаемой матери и донорской спермы;
Донорский эмбрион передается суррогатной матери. 
Такой эмбрион может быть доступен, когда у других людей, проходящих ЭКО, остаются эмбрионы, которые они жертвуют другим. Получившийся в результате ребенок генетически не связан с предполагаемым родителем (родителями).
Научно-технический прогресс способствовал поиску новых путей решения проблемы бесплодия. Современное суррогатное материнство стало возможным после появления технологий искусственного оплодотворения и экстракорпорального оплодотворения. Это сделало возможным получение генетического материала от генетических родителей с последующей «подсадкой» его для вынашивания и рождения ребёнка в естественный биологический инкубатор — организм суррогатной матери.
Гестационное суррогатное материнство (также известное как  полное суррогатное материнство) было впервые проведено в апреле 1986 года.
Пионерами суррогатного материнства в Великобритании стали Патрик Стептоу и Роберт Эдвардс. Эмбрионы генетических родителей, полученные в результате экстракорпорального оплодотворения, были перенесены сестре бесплодной женщины, и в 1989 году она родила ребёнка.
К настоящему времени суррогатное материнство стало достаточно распространённым явлением.

## Критика суррогатного материнства

### Права человека и здравоохранение
Суррогатное материнство критикуется с точки зрения прав человека и считается[кем?] формой торговли людьми (как детьми, так и женщинами). Оно превращает детей в подобие товара, а женщин приравнивает к живым инкубаторам и наносит им ощутимый вред. Многие феминистки считают, что такая практика означает эксплуатацию тел женщин, и говорят о её принципиальном сходстве с сутенёрством.
Женщины, побывавшие в роли суррогатной матери, также говорят о вреде их психическому и физическому благополучию, который был причинен им данной практикой. Агентства, которые ищут для своих заказчиков женщин, часто не освещают все последствия, а большинство женщин идут на такой шаг от отсутствия денег, образования, давления близких, из-за низкой самооценки и психологических травм, связанных с насилием.
Помимо серьёзных рисков для здоровья, связанных с ЭКО, беременностью и родами, суррогатных матерей может психологически травмировать необходимость отдать ребёнка, ставшего «своим» после беременности и родов (даже если вначале суррогатной матери казалось, что она сможет расстаться с таким ребёнком без особых переживаний), у них могут проявиться симптомы диссоциации после опыта «отчуждения» от своего тела, которое неизбежно для реализации суррогатного материнства, а также они могут быть травмированы отношением покупателей ребёнка и арендаторов матки, которые дегуманизируют и объективируют женщину, воспринимая её как «сосуд» для реализации своих желаний. Рождённые дети могут быть не востребованы заказчиками, особенно если были рождены раньше срока или имеют какие-либо проблемы со здоровьем.
В 2013 вышла книга Кайсы Экис Экман «Быть или быть купленной: проституция, суррогатное материнство и расщепленное Я» (Being and Being Bought: Prostitution, Surrogacy and the Split Self, 2014), а в 2017 книга Ренаты Клейн «Суррогатное материнство — нарушение прав человека» (Surrogacy A Human Rights Violation, 2017).
Существует международная петиция за отмену суррогатного материнства.

### Взгляд религии
Представители традиционных христианских конфессий видят в суррогатном материнстве безнравственную тенденцию, подрывающую святость брака и семьи. Из крупнейших конфессий категорически против суррогатного материнства выступает католицизм. Согласно отчёту, выпущенному Римской католической церковью (1987), «Дети — это дар и благословение от Бога, и хотя наука делает некоторые вещи возможными, она не делает их правильными».
В иудаизме суррогатное материнство рассматривается как средство прекращения грусти и страданий, вызванных бесплодием.
В буддизме суррогатное материнство считается полностью приемлемым.

## Законодательное регулирование

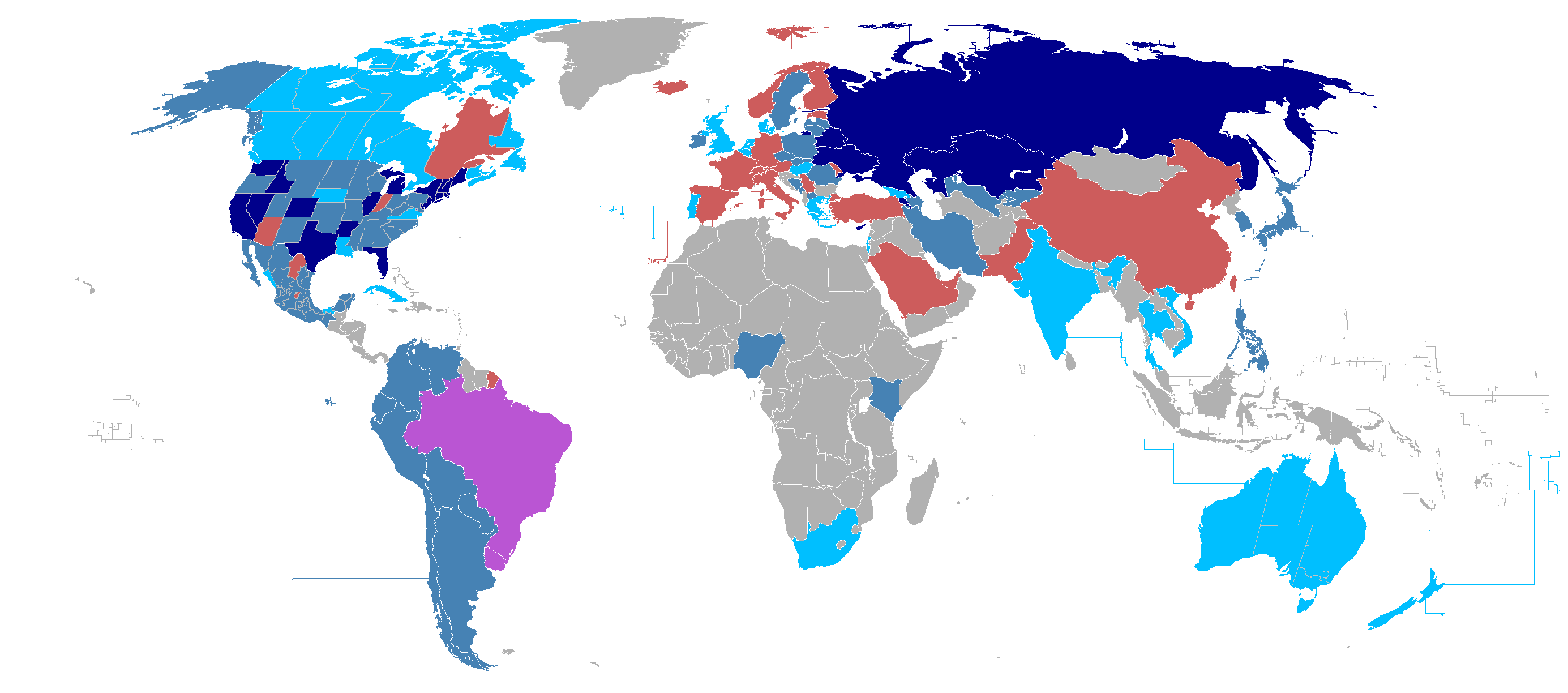
Правовое регулирование суррогатного материнства в мире:
Как коммерческие, так и безвозмездные формы являются законными
Правовое регулирование отсутствует
Законна только безвозмездная форма
Разрешено между родственниками до второй степени родства
Запрещено
Неизвестно

Законы, регулирующие суррогатное материнство, права и обязанности суррогатной матери и тех, для кого она вынашивает ребёнка, отличаются в разных юрисдикциях.
Во Франции, Германии, Австрии, Норвегии, Швеции, некоторых штатах США (Аризона, Мичиган, Нью-Джерси) суррогатное материнство запрещено полностью.
В некоторых юрисдикциях разрешено лишь некоммерческое суррогатное материнство — таковы австралийский штат Виктория, Великобритания (допускается лишь оплата текущих расходов суррогатной матери), Дания (с серьёзными ограничениями), Канада, Израиль, Нидерланды (запрещена реклама суррогатного материнства, предложение услуг суррогатных матерей и их подбор), некоторые штаты США (Нью-Гемпшир, Вирджиния), Индия (только для супружеских пар, либо вдов или разведённых женщин 35—45 лет), Новая Зеландия.
В Бельгии, Болгарии, Чехии, Чили, Мексике, Корее, Ирландии суррогатное материнство не регулируется законодательством. При формальных ограничениях суррогатное материнство применяется в Эквадоре, Перу, Колумбии, Финляндии и Румынии.
Наконец, есть страны, где суррогатное материнство, в том числе и коммерческое, законодательно разрешено — это большинство штатов США, ЮАР, Грузия, Казахстан, Россия и Украина. В Белоруссии суррогатным материнством как вспомогательным видом репродуктивной технологии может воспользоваться только та женщина, для которой вынашивание и рождение ребёнка по медицинским показаниям физиологически невозможно либо связано с риском для жизни, здоровья её или ребёнка. Суррогатное материнство в России легально, однако одним из требований к суррогатной матери является наличие не менее одного собственного ребёнка.
Важным моментом при заключении договора о суррогатном материнстве является вопрос о том, насколько все вовлечённые в процесс стороны отдают себе отчёт в возможных рисках.
Наиболее известный случай юридической коллизии, связанной с суррогатным материнством — так называемый «случай Бэби М» в США, когда суррогатная мать отказалась передать рождённого ею ребёнка его биологическому отцу. В 1988 году суд по семейным делам штата Нью-Джерси постановил отдать ребёнка на «усыновление» и дать родительские права биологическому отцу, однако постановил, что суррогатная мать должна иметь право на посещение ребёнка и участие в его воспитании.

## Формирование плода в теле умершей женщины
В 2017 году бразильские врачи смогли довести до родов умершую беременную женщину, поддерживая её тело живым искусственно в течение нескольких месяцев, с помощью  врачей родилась двойня.
В 2019 году чешские врачи смогли вырастить ребенка в теле умершей от инсульта матери, тело женщины поддерживали искусственно в живом состоянии после смерти мозга от инсульта.
Учёная Анна Смайдор предлагает использовать тела умерших женщин с живым сердцем, как инкубаторы для суррогатного материнства, также предлагает людям соглашаться на посмертное донорство тела для этих целей.

## Искусственная матка

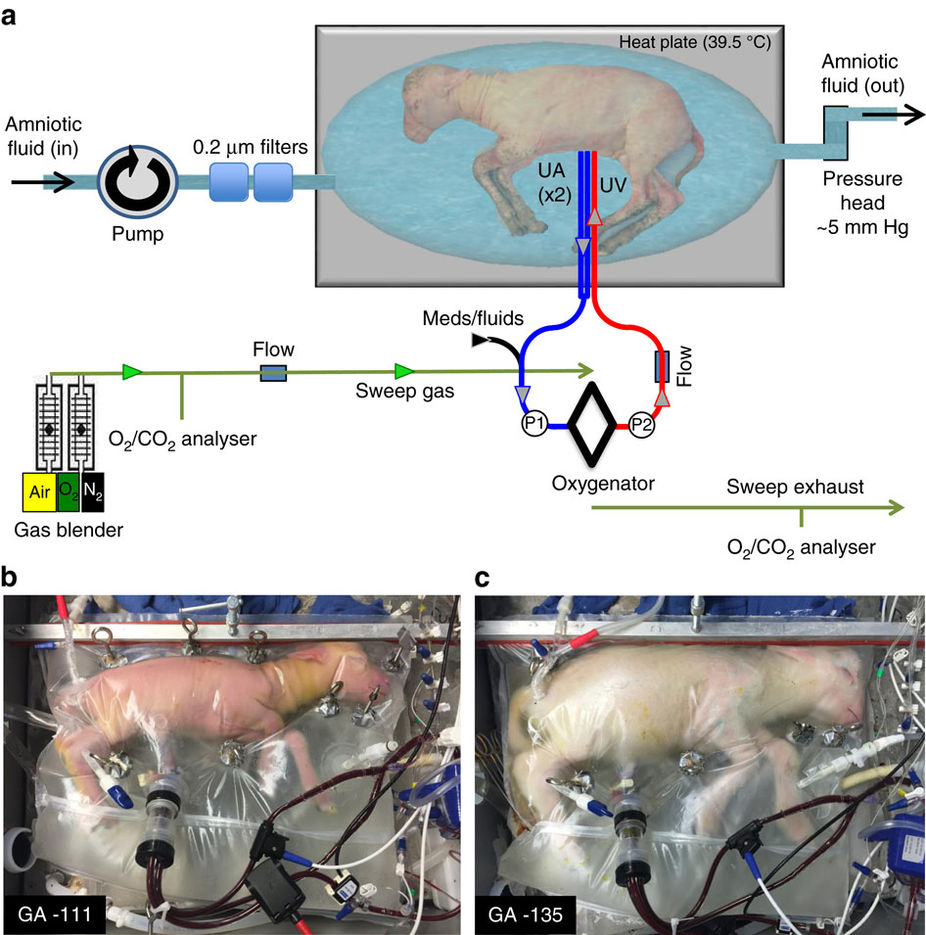
искусственная матка для недошенного ягнёнка «BioBag» 2017 год

Суррогатное материнство может исчезнуть в будущем при появлении совершенной искусственной матки. Детей для бесплодных пар будут выращивать в искусственной матке не прибегая к помощи суррогатных матерей.
Первый патент на искусственную матку получен в 1954 году, технология развивается, проводятся эксперименты, эти технологии позволяют выживать недоношенным детям.